# Microctenopoma damasi
Microctenopoma damasi är en fiskart som först beskrevs av Max Poll och Damas, 1939.  Microctenopoma damasi ingår i släktet Microctenopoma och familjen Anabantidae. IUCN kategoriserar arten globalt som livskraftig. Inga underarter finns listade i Catalogue of Life.